# Krauser
La Michael Krauser GmbH è un'azienda tedesca. Fondata nel 1924 a Monaco di Baviera come officina di rettifica cilindri e riparazioni di motocicli, è attiva nei settori degli accessori per motocicli, oltre che in quello della costruzione in serie limitata di motocicli e di sidecar.

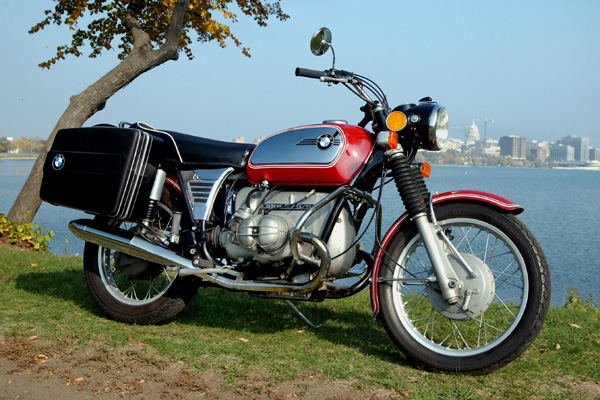
Una BMW R 75/5 del 1973 equipaggiata con le motovaligie Krauser

Dal 1972 iniziò la produzione di quello che diverrà il prodotto più noto della Krauser, una motovaligia che diverrà un "must" per i possessori delle BMW a partire dalle "barra 5".

## Veicoli da strada

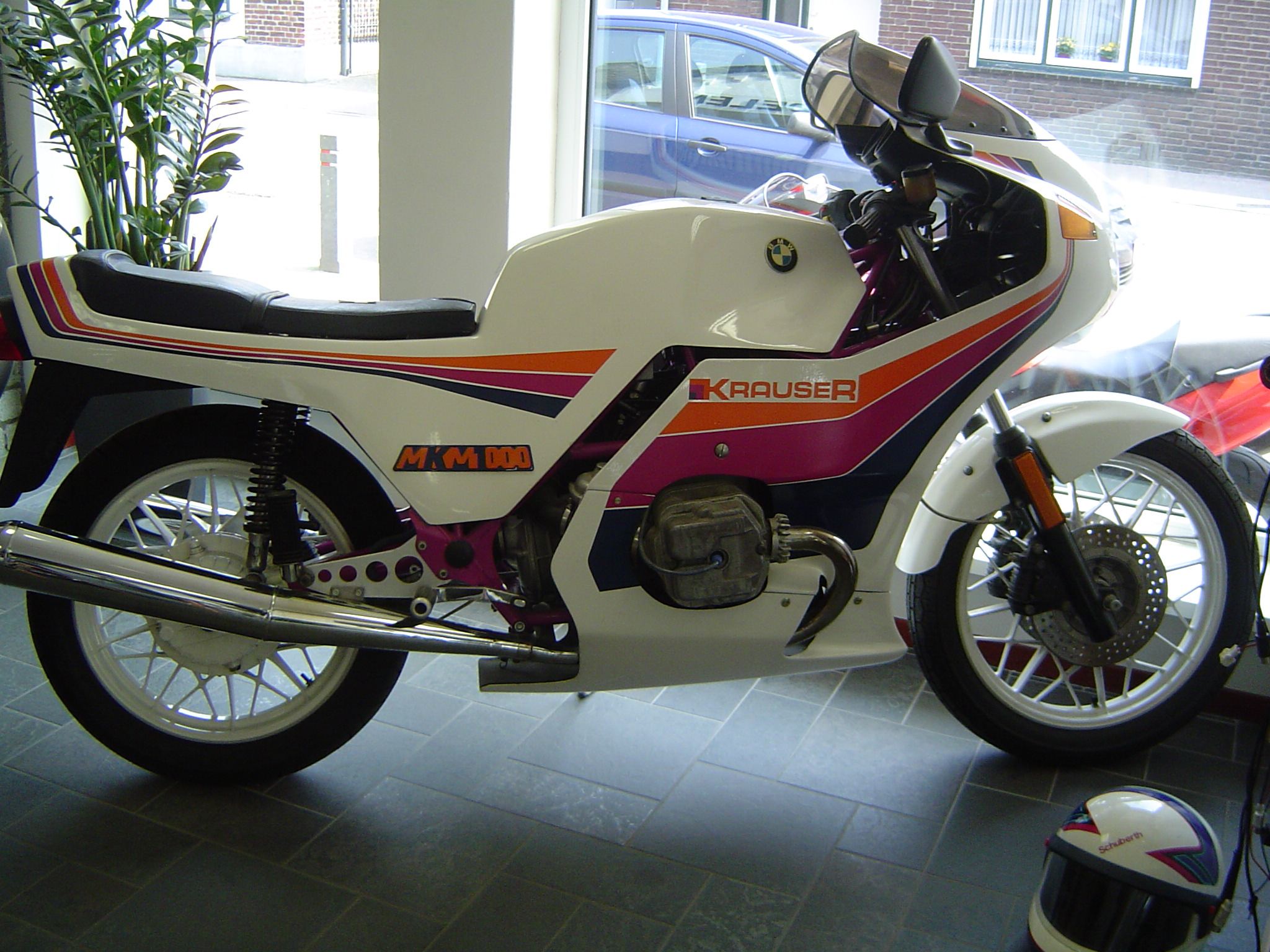
Una "MKM 1000"

Il 1980 vede l'entrata in produzione, in serie limitata, della MKM 1000, special spinta dal motore BMW R 100 (1000 cm
³ bicilindrico boxer) modificato con testata a 4 valvole e con telaio a traliccio. La testata a 4 valvole permetteva di incrementare la potenza dai 70 CV del motore di serie ad 85-90 CV.

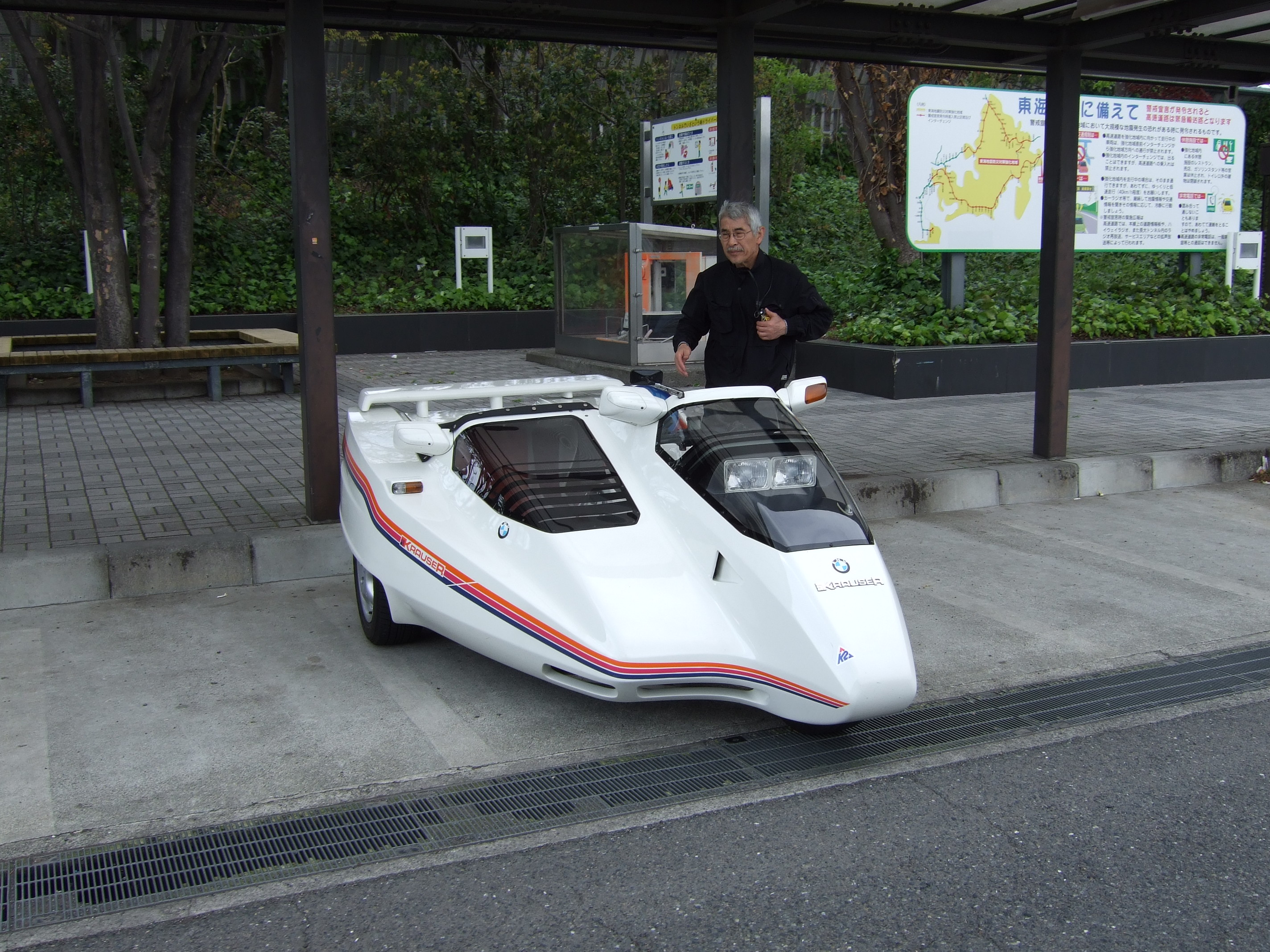
Un Krauser "Domani"

Nel 1989 venne presentato il Domani, un sidecar dotato di un'avvolgente carenatura integrale dalle linee futuristiche, mosso dal 4 cilindri BMW K100 e sviluppato insieme alla LCR, come anche il successivo Dopo Domani. Caratteristiche fondamentali di tali veicoli, derivate dai sidecar da competizione impiegati nel motomondiale, erano il telaio unico per la moto e il carrozzino, a differenza delle motocarrozzette tradizionali che hanno telai separati per i due elementi (che vengono poi uniti tra loro) e la sospensione anteriore a bracci oscillanti, di derivazione automobilistica. Questi modelli sono ancora in produzione, spinti però dal motore delle BMW K1200.

## Competizioni

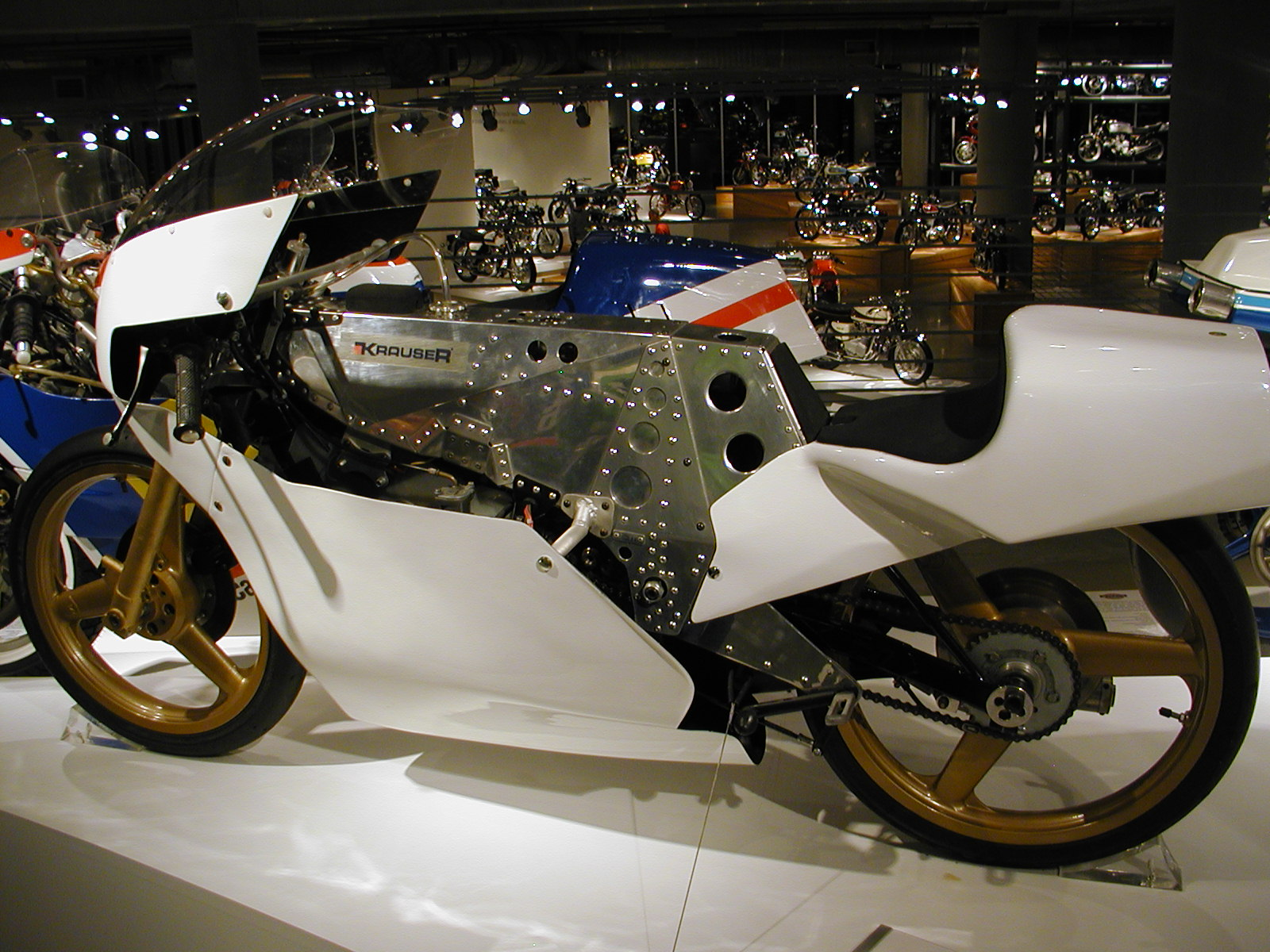
Una Zündapp RM80 (rimarchiata Krauser) esposta al Barber Motorcycle Museum

Nel 1980 iniziò anche l'impegno nelle competizioni della Krauser, sponsorizzando la Kawasaki KR 250-350 di Anton Mang, campione del mondo della 250 in quell'anno. L'attività del "Krauser Racing Team" si espanse con l'acquisizione dei Reparti Corse delle case tedesche Kreidler (1982) e della Zündapp (1984). Le ex Zündapp "RM 80" rimarchiate Krauser vinceranno nel 1985 il Mondiale Piloti classe 80 con lo svizzero Stefan Dörflinger e il Mondiale Marche nella stessa categoria nelle stagioni 1985 e 1989. Nel 1985 iniziò anche lo sviluppo di un motore 4 cilindri 2 tempi (derivato da quello della Yamaha TZ 500) da impiegare sui sidecar da corsa. Questo motore, inserito in un telaio LCR, vincerà 6 Mondiali consecutivi nella sua categoria, dal 1989 al 1994, grazie a piloti come Steve Webster (prima con il copilota Tony Hewitt e poi con Gavin Simmons), Alain Michel (con Simon Birchall) e Rolf Biland (con Kurt Waltisperg).
Oltre le competizioni mondiali, nel 1988 il pilota bulgaro Bogdan Nikolov vinse il campionato Europeo Velocità della classe 80 alla guida di una Krauser.